# Hemarthria altissima
Hemarthria altissima là một loài thực vật có hoa trong họ Hòa thảo. Loài này được (Poir.) Stapf & C.E.Hubb. mô tả khoa học đầu tiên năm 1934.

## Hình ảnh

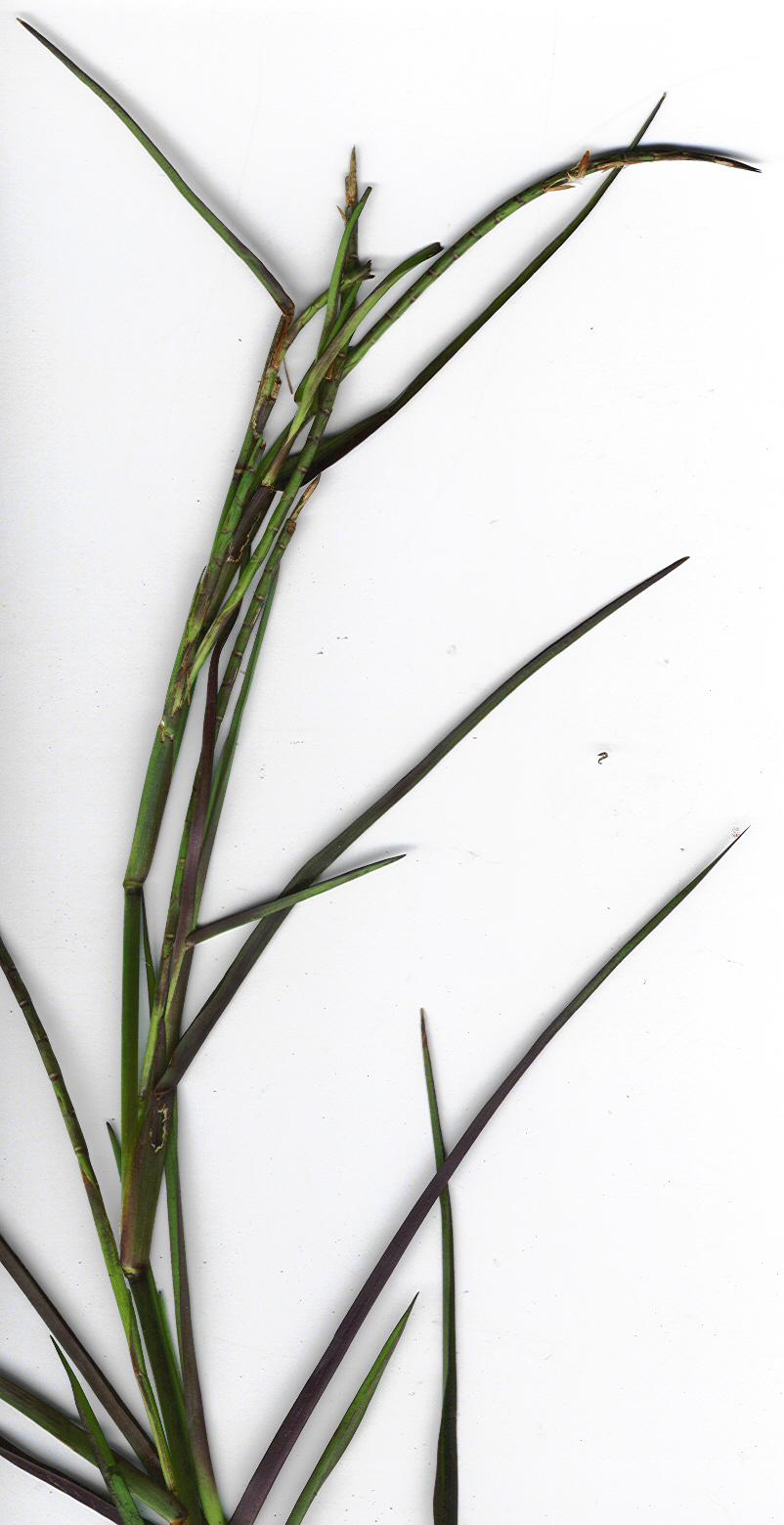
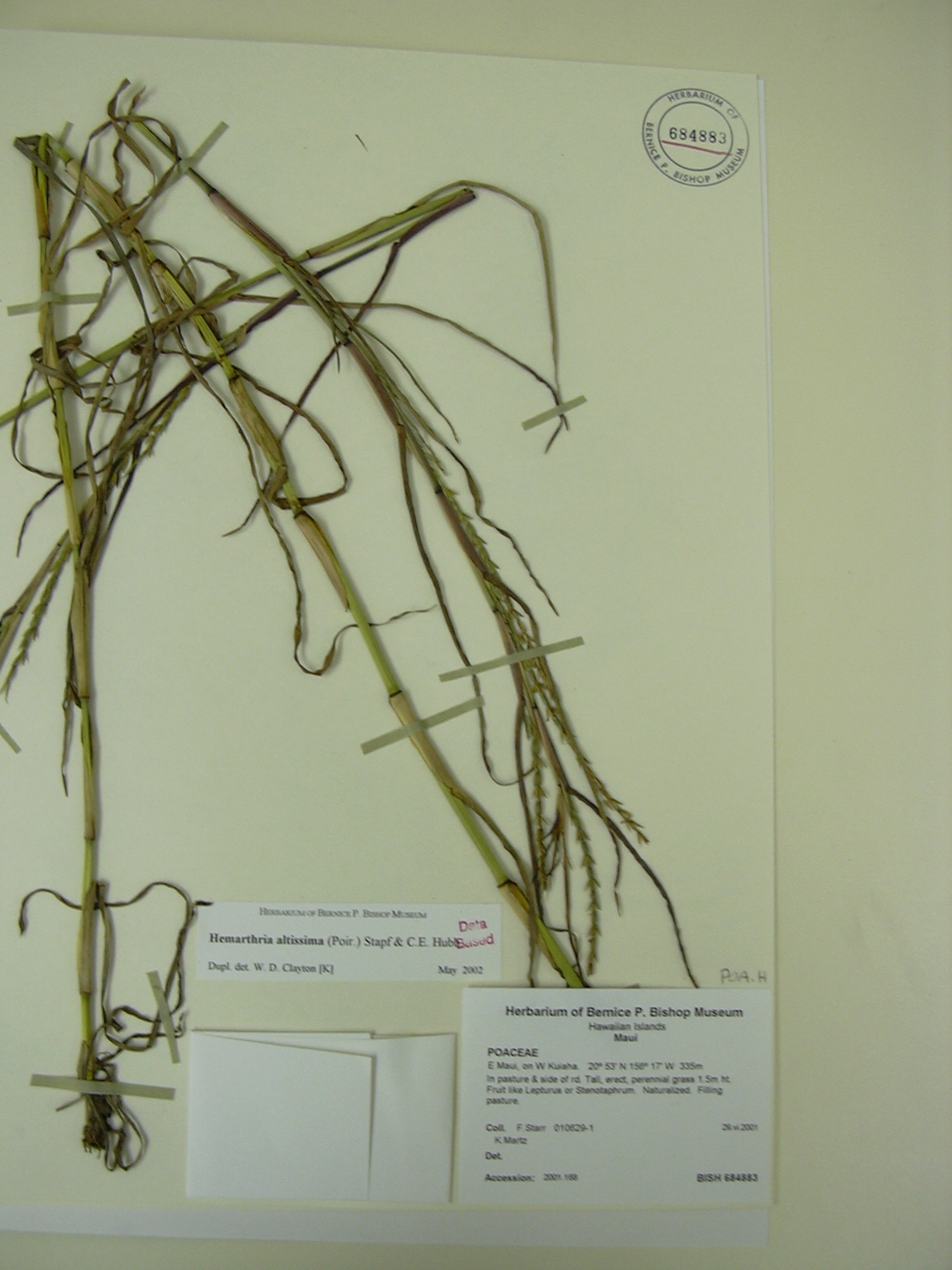